# Prospalta variegata
Prospalta variegata là một loài bướm đêm trong họ Noctuidae.